# Culex jocasta
Culex jocasta är en tvåvingeart som beskrevs av William H.W. Komp 1951. Culex jocasta ingår i släktet Culex och familjen stickmyggor. Inga underarter finns listade i Catalogue of Life.